# 井上文雄 (国学者)
井上 文雄（いのうえ ふみお、1800年（寛政12年）‐ 1871年12月29日（明治4年11月18日））は、幕末に活躍した歌人、国学者、医師である。通称は元真。号は柯堂（家堂とも）、調鶴等。

## 経歴・人物
江戸に生まれ、田安家に仕える医師となる。
後に岸本由豆流及び一柳千古の門人となり、和歌や国学を学んだ。同時期に活躍した同じ歌人の八田知紀と共に幕末の動乱期における歌人となり、一躍有名となった。
門下に草野御牧、佐々木弘綱、横山由清等がおり、著名な学者を輩出した。没後、東京都台東区谷中にある玉林寺に葬られた。

## 主な著作物

### 国典
- 『大和物語新註』
- 『冠中大和物語』‐ 1853年（嘉永6年）に刊行。

### 家集・随筆
- 『伊勢の家つ（づ）と』‐ 1864年（文久4年）に刊行。
- 『調鶴集』‐ 1868年（明治元年）に刊行。短歌917首、連歌2首、長歌5首が収録されている。
- 『歌堂随筆』